# Prosoplus jubatus
Prosoplus jubatus är en skalbaggsart som först beskrevs av Francis Polkinghorne Pascoe 1864.  Prosoplus jubatus ingår i släktet Prosoplus och familjen långhorningar. Inga underarter finns listade i Catalogue of Life.